# Anaplectoides herbacea
Anaplectoides herbacea är en fjärilsart som beskrevs av Achille Guenée 1852. Anaplectoides herbacea ingår i släktet Anaplectoides och familjen nattflyn. Inga underarter finns listade i Catalogue of Life.